# IV Legislatura de Guatemala
La IV Legislatura de Guatemala comenzó el 14 de enero de 2000 y concluyó el 14 de enero de 2004. Conformada por los 113 diputados electos el 7 de noviembre de 1999

## Estructura
Al inicio de la legislatura el Congreso quedó con solo 6 bloques legislativos.
El Frente Republicano Guatemalteco vio crecer su número de diputados tras ganar la presidencia con Alfonso Portillo dando resultado 63 escaños (logrando la mayoría absolta), El Partido de Avanzada Nacional vio disminuir su número de 42 a 37 diputados.
Mientras que la Alianza Nueva Nación llega con 9 diputados ninguno representando a sus partidos (DIA - URNG) como el único bloque mediano en el Congreso, a esto le siguen la Democracia Cristiana Guatemalteca que pasa de 3 a 2 diputados, El Partido Libertador Progresista es partido nuevo con un solo diputado por lista nacional y la coalición LOV - UD también con 1 diputado.
Luego de la toma de posesión surgió el Bloque Unionista conformado por disidentes del PAN, algunos se declararon Independientes, la ANN llegó a su fin quedando solo URNG, también la Unidad Nacional de la Esperanza con 11 diputados y finalmente la coalición Gran Alianza Nacional con 15 diputados en 2003.

## Diputados al Congreso de Guatemala
| Distrito       | Diputado                       | Partido Postulante | Partido en abril de 2003 | Partido en octubre de 2003 |
| -------------- | ------------------------------ | ------------------ | ------------------------ | -------------------------- |
| Lista Nacional | José Efraín Rios Montt         |                    |                          |                            |
| Lista Nacional | Zury Ríos                      |                    |                          |                            |
| Lista Nacional | José Luis Mijangos Contreras   |                    |                          |                            |
| Lista Nacional | Eduardo Weymann Fuentes        |                    |                          |                            |
| Lista Nacional | Luis Alfonso Rosales Marroquin |                    |                          |                            |
| Lista Nacional | Juan Luis González Garcia      |                    |                          |                            |
| Lista Nacional | Jorge Alfonso Rios Castillo    |                    |                          |                            |
| Lista Nacional | Miguel Angel Velasco Bitzol    |                    |                          |                            |
| Lista Nacional | Mario Rolando Soza Mauricio    |                    |                          |                            |
| Lista Nacional | Carlos Valladares              |                    | Independiente            | Independiente              |
| Lista Nacional | Carlos Cáceres Ruiz            |                    |                          |                            |
| Lista Nacional | Emilio Saca Dabdoub            |                    | Independiente            | Independiente              |
| Lista Nacional | Oscar Alfredo Guzmán Gonzalez  |                    | Independiente            | Independiente              |
| Lista Nacional | Mariano Rayo Muñoz             |                    |                          |                            |
| Lista Nacional | Marco Antonio Solares Perez    |                    |                          |                            |
| Lista Nacional | Carlos Augusto Valle Torres    |                    |                          |                            |
| Lista Nacional | Mario Fernando Flores Ortiz    |                    |                          |                            |
| Lista Nacional | Julio Loukota Soler            |                    |                          |                            |
| Lista Nacional | Alfonso Bauer Paiz             |                    | Independiente            | Independiente              |
| Lista Nacional | Pablo Ignacio Ceto Sanchez     |                    |                          |                            |
| Lista Nacional | Marco Vinicio Cerezo Arévalo   | DCG                | DCG                      | DCG                        |
| Lista Nacional | Giovanni Estrada Zapparolli    |                    |                          |                            |

## Decretos Aprobados

### 2000
Durante el primer año de sesiones se aprobó el Decreto 27 - 2000 que contiene la Ley General para el combate del Virus de Inmunodeficiencia Humana y del Síndrome de inmunodeficiencia adquirida y de la promoción, protección y defensa de los Derechos Humanos ante el VIH/sida.

#### 2001
Durante ese tiempo se aprobó el decreto 42 - 2001, creó la Ley de Desarrollo, el decreto 67 - 2001 creó la Ley Contra el Lavado de Dinero u otros activos.

##### 2002
El primer decreto aprobado en 2002 fue el cuarto Ley de Bancos y grupos financieros, luego le siguen el 11 la Ley de los Consejos de Desarrollo Urbano y Rural y el 12 el Código Municipal, además el 14  Ley General de Descentralización, el 16 la ley Órganica del Banco de Guatemala, el 17 Ley  Monetaria, el 18 Ley de Supervisón Financiera y el 19 Ley de Bancos y Grupos Financieros